# Kongress von Tours

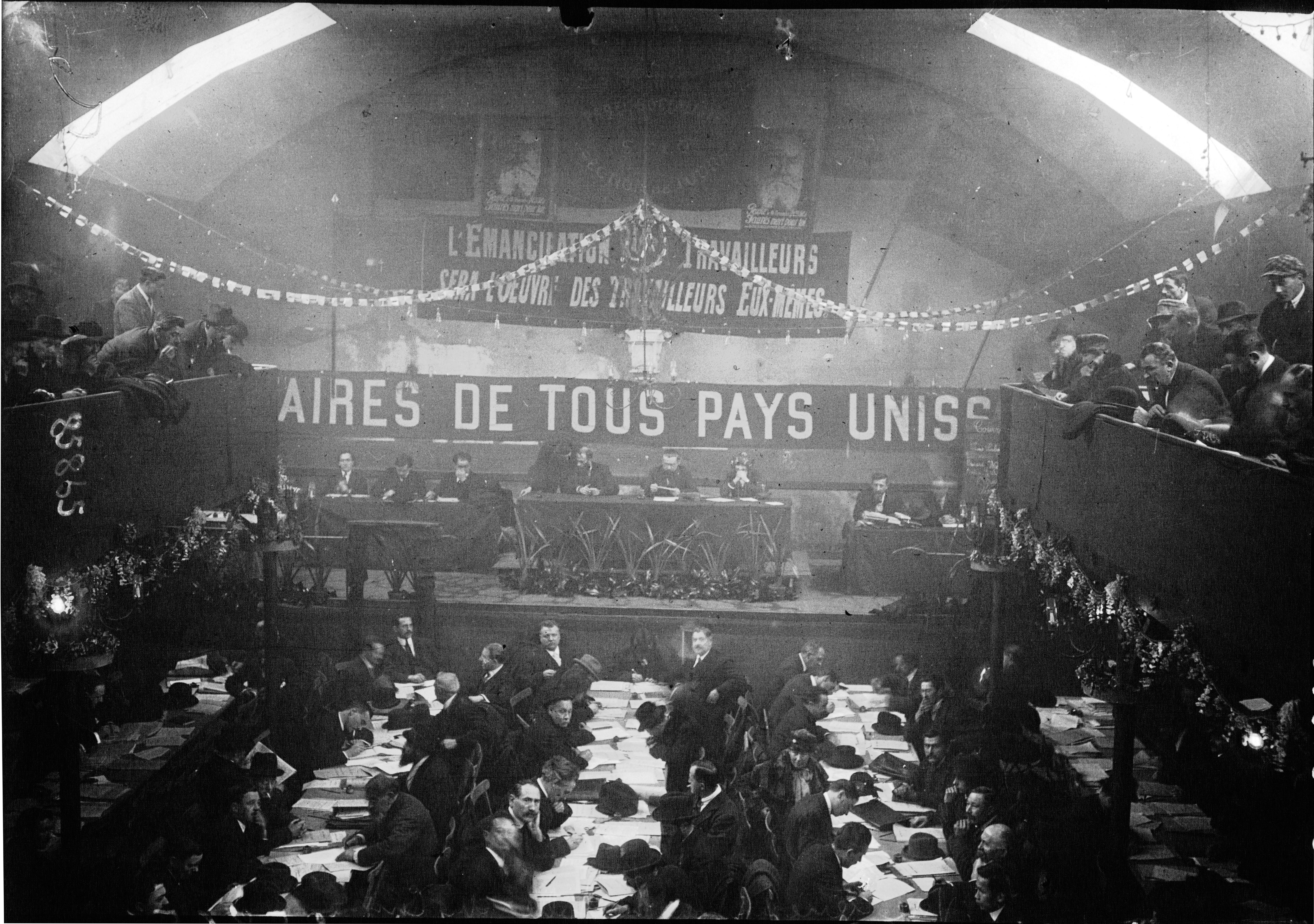
Kongress von Tours

Der Kongress von Tours war der 18. nationale Kongress der Section française de l’Internationale ouvrière (SFIO, später Parti socialiste). Er fand vom 25. bis 30. Dezember 1920 in der Salle du Manège neben der ehemaligen Abtei Saint-Julien in Tours (Département Indre-et-Loire) statt. Auf diesem Kongress wurde die Section française de l’Internationale communiste (SFIC, die spätere Parti communiste français, (PCF)) gegründet. Dieser Kongress war ein wichtiges Ereignis in der Geschichte der französischen Linken und prägte ihre Struktur für lange Zeit.

## Vorgeschichte
Die Einheit der SFIO zerbrach an der Frage, wie sie sich im Konflikt des Ersten Weltkriegs (1914–1918) verhalten sollte. Als der Krieg erklärt wurde, schlossen sich fast alle Sozialisten der Union sacrée an; einige Politiker waren direkt an den Regierungen beteiligt (Marcel Sembat, Jules Guesde, Albert Thomas). Man glaubte, dass der Krieg kurz sein werde. Doch er zog sich in die Länge und schon 1914 begannen die Anhänger des Pazifismus (wie die revolutionären Syndikalisten um die von Pierre Monatte geleitete Zeitschrift La Vie Ouvrière), die Legitimität der Union sacrée in Frage zu stellen. Obwohl sich der 12. Kongress von Paris im Dezember 1915 mit großer Mehrheit für die Fortsetzung der Kriegsanstrengungen aussprach, nahmen die pazifistischen Tendenzen, deren Anhänger als Kriegsminderheit und Zimmerwalder bezeichnet wurden, stetig zu.
Die auf dem 13. Kongress von Paris im Dezember 1916 gewählte Ständige Verwaltungskommission (Commission administrative permanente) bestand aus nur noch 13 Mehrheitlern gegenüber 11 Minderheitlern. Die Russische Revolution von 1917 und sogar der Friedensvertrag von Brest-Litowsk wurden von den französischen Sozialisten mit Sympathie verfolgt. Auf dem Parteitag im Oktober 1918 setzte sich der internationalistische Antrag von Jean Longuet durch und die Minderheitler dominierten nun die Ständige Verwaltungskommission.
In den Jahren 1919 und 1920 kam es zu einer bedeutenden Entwicklung der Arbeiterbewegung. Ab März 1919 begannen Streiks im Bergbau, in der Textilindustrie, bei der Eisenbahn und bei den Banken. Die Niederschlagung dieser Streiks der CGT führte zur Entlassung von 18.000 Metallarbeitern, setzte die revolutionäre Gewerkschaftsbewegung unter Druck und führte zur Durchsetzung des Achtstundentages. Diese Ereignisse führten zu einem starken Druck auf die SFIO, in der sich zwei Ränder gegenüberstanden: die Zimmerwalder und die Reformisten.
Auf dem außerordentlichen 16. Kongress von Paris im April 1919 rechtfertigte Léon Blum die Existenz verschiedener Strömungen, schloss aber mit einem Aufruf zur Einheit. Die Parlamentswahlen im November 1919 endeten mit einer Niederlage für die Partei, die ein Drittel ihrer Abgeordneten verlor, obwohl sie mehr Stimmen als bei den letzten Wahlen erhalten hatte.
Im Februar 1920 stimmten auf dem 17. Kongress in Straßburg 92 % der Mitglieder für den Austritt der SFIO aus der Zweiten Internationale, die wegen ihrer mangelnden Entschlossenheit, sich dem Krieg zu widersetzen, in Verruf geraten war. Außerdem wurde beschlossen, eine Delegation nach Moskau zu entsenden, um die Bedingungen für einen Anschluss an die Dritte Internationale zu prüfen. Delegierte waren Ludovic-Oscar Frossard und Marcel Cachin.
Für den nächsten Kongress wurde die Stadt Tours als neutraler Ort in der Nähe von Paris gewählt, da einige Aktivisten befürchteten, von den Befürwortern eines Beitritts zur kommunistischen Dritten Internationale, die in der Seine-Abteilung die Mehrheit bildeten, unter Druck gesetzt zu werden.
Nach ihrer Ankunft in Moskau im Juni 1920 wurden die beiden Delegierten als Beobachter zum zweiten Kongress der Komintern eingeladen, dem die Revolutionäre Alfred Rosmer und Marcel Ollivier, die bereits Mitglieder der Dritten Internationale waren, als Delegierte angehörten.
Nach ihrer Rückkehr nach Frankreich schlossen sich Frossard und Cachin dem Beitrittsgesuch des Komitees der Dritten Internationale unter der Leitung von Fernand Loriot und Boris Souvarine an. Dazu waren hauptsächlich von Lenin verfasste Bedingungen zu akzeptieren, die Verhaltensregeln für die kommunistischen Parteien vorschrieben; insbesondere eine autoritäre Arbeitsweise, der Ausschluss von Reformisten und die unerschütterliche Unterstützung Moskaus für die proletarische Weltrevolution.
Seit Mai 1919 trat eine Gruppe um Souvarine und Loriot für den Beitritt ein und organisierte sich als Komitee der Dritten Internationale. Sie erhielt im Februar 1920 die Stimmen von mehr als einem Drittel der sozialistischen Mitglieder, verfügte über Mittel der Bolschewiki und ein eigenes Organ, das Bulletin Communiste. Zu den Mitgliedern gehörten auch revolutionäre Gewerkschafter, die keiner Partei angehörten, wie Pierre Monatte. Zu den entschiedensten Befürwortern des Beitritts gehörte Raymond Lefebvre; dieser konnte jedoch nicht am Kongress teilnehmen, da er einige Wochen zuvor nach einem Aufenthalt in Russland verschwunden war.

## Der Kongress
Während des Kongresses spaltete sich die SFIO in drei Lager.
- Das erste, das mit großer Mehrheit am weitesten links von der SFIO stand, vereinigte die Befürworter des Beitritts zur Dritten Kommunistischen Internationale (ohne allerdings alle 21 Bedingungen der Bolschewiki zu teilen, über die auf dem Kongress de facto nicht abgestimmt wurde). Es handelte sich vor allem um die jüngeren Parteiführer, die von einer sehr großen Zahl von Mitgliedern unterstützt wurden, einerseits von den Moderatoren des Komitees der Dritten Internationale (Zimmerwalder) wie Loriot, Charles Rappoport und Souvarine, andererseits von ehemaligen Mitgliedern der sozialistischen Strömungen der Rechten oder des Zentrums wie Cachin und Frossard. Dieses revolutionäre und pazifistische Lager, das die Partei durch sozialistische Eliten aus der Arbeiterschaft und nicht aus dem intellektuellen Bürgertum führen wollte, erhielt drei Viertel der Stimmen.[14][15]
- Das mittlere Lager, die Pazifisten, wurde angeführt von einer Minderheit, die den Beitritt akzeptierte (Jean Longuet und Paul Faure), aber nur unter zahlreichen Bedingungen: Sie lehnten z. B. Artikel 17[11] der leninschen Vorgaben ab, der besagte, dass die Partei die zentralen Richtlinien der Dritten Internationale respektieren müsse (d. h. sie waren in ihrer Politik nicht mehr frei)[A 2].
- Das dritte Lager, angeführt von Léon Blum, Jules Guesde und Albert Thomas, lehnte den Beitritt gänzlich ab. Dieses Lager hatte die französischen Regierungen zwischen 1914 und 1918 und die Bewilligung der Kriegskredite unterstützt und wollte in der II. Internationale bleiben.

Entscheidend für die Abstimmungen waren die Position der großen Verbände Seine, Nord und Pas-de-Clais, die für den Beitritt votierten sowie die Einmischung sowjetischer Funktionäre. Eine Botschaft Sinowjews unterstützte die Haltung „der Genossen Loriot, Monatte, Souvarine, Cachin, Frossard und anderer“. Clara Zetkin trat, trotz Einreiseverbots in Frankreich, direkt auf. Auch der junge Ho Chi Minh, damals noch unter dem Namen Nguyen Ai Quoc, war auf dem Kongress anwesend und hielt eine Rede, in der er die Ausbeutung der französischen Kolonien anprangerte und den Vorschlag unterstützte, der Dritten Internationale beizutreten.
Der vom Lager Léon Blums eingebrachte Antrag mit dem Titel „Antrag auf internationale Einheit“ (Motion pour l’unité internationale) wurde von seinen Verfassern vor der Abstimmung zurückgezogen, so dass die Spaltung in zwei Sektionen unvermeidlich war: Einerseits die „Section française de l’Internationale communiste“ (SFIC, später Kommunistische Partei), die in Tours die Mehrheit hatte (3208 Stimmen), aus dem ersten Lager bestand und die Mehrheit der Aktivisten umfasste, und andererseits die SFIO, die in der Minderheit war (1022 Stimmen), die die beiden anderen Lager vertrat.
Der Antrag Paul Mistrals, den von Sinowjew geforderten Ausschlüssen nicht zuzustimmen, wurde am nächsten Tag (30. Dezember) mit 3247 gegen 1398 Stimmen abgelehnt. Die Minderheit verließ daraufhin den Kongress vorzeitig und überließ der kommunistischen Mehrheit den Saal.

## Rede Léon Blums vom 27. Dezember 1920 (Ausschnitt)
« Wie wird die neue Partei aussehen, die ihr gründen wollt? Anstelle des Volkswillens, der sich an der Basis bildet und von Stufe zu Stufe aufsteigt, bedeutet euer zentralistisches System die Unterordnung jedes Organismus unter den übergeordneten Organismus; an der Spitze steht ein Vorstand, von dem alles abhängen soll; es ist eine Art militärisches Kommando, das von oben formuliert und von Rang zu Rang bis zu den einfachen Aktivisten, bis zu den einfachen Sektionen weitergegeben wird .... Wir sind bis ins Mark davon überzeugt, dass, während ihr ins Abenteuer zieht, jemand das alte Haus bewachen muss ... Wir werden Sozialisten bleiben, auch wenn wir getrennt sind; trotz allem bleiben wir Brüder, die ein grausamer Streit, aber ein Familienstreit getrennt hat und die ein gemeinsamer Herd noch zusammenführen kann. »

## SFIC
Der Kongress endete mit der Wahl des Vorstands der neuen Partei SFIC, der aus 24 Mitgliedern bestand:
- Alexandre Blanc[23]
- Joseph Boyet[24]
- René Bureau[25]
- Cartier[A 3]
- Marcel Cachin
- Antonio Coen[26]
- Amédée Dunois[27]
- Eugène Dondicol[28]
- Albert Fournier[29]
- Ludovic-Oscar Frossard
- Henri Gourdeaux[30]
- Ker (Antoine Keim)[31]
- Georges Lévy[32]
- Fernand Loriot
- Lucie Leiciague[33]
- Paul-Louis (Paul Louis Lévy)[34]
- Victor Méric
- Charles Rappoport
- Daniel Renoult[35]
- Louis Sellier[36]
- Georges Servantier[37]
- Boris Souvarine
- Albert Treint[38]
- Paul Vaillant-Couturier[39]

Von den 24 ordentlichen Mitgliedern verließen 13 die Partei später oder wurden ausgeschlossen.

## Folgen
Die Kommunisten behielten die Leitung der L’Humanité, die Sozialisten die des Le Populaire.
Die sozialistische SFIO stellte Paul Faure an die Spitze.
Dieser Spaltung folgte 1921 die Spaltung der CGT mit der Gründung der Confédération générale du travail unitaire (CGTU), die eine revolutionäre Tendenz verfolgte (Kommunisten und Libertäre).